# Marquesado de Casa Riera
El marquesado de Casa Riera es un título nobiliario español creado el 24 de febrero de 1834 por la reina regente María Cristina  de Borbón-Dos Sicilias, durante el reinado de Isabel II de España a favor de Tomás Felipe Riera y Rosés, diputado a Cortes.

## Denominación
Su denominación hace referencia al apellido del primer titular.
Este título fue el primero que concedió Isabel II.

## Marqueses de Casa Riera
|                        | Titular                                 | Periodo                |
| Creación por Isabel II | Creación por Isabel II                  | Creación por Isabel II |
| ---------------------- | --------------------------------------- | ---------------------- |
| I                      | Tomás Felipe Riera y Rosés              | 1834-1881              |
| II                     | Alejandro de Mora y Riera               | 1881-1916              |
| III                    | Alejandro de Mora y Fernández del Olmo  | 1916-1954              |
| IV                     | Gonzalo de Mora y Fernández del Olmo    | 1955-1957              |
| V                      | Gonzalo de Mora y Aragón                | 1959-2006              |
| VI                     | María de las Mercedes de Mora y Narváez | 2008-2025              |

#### Otros miembros notables
Jaime de Mora y Aragón

## Historia de los Marqueses de Casa Riera

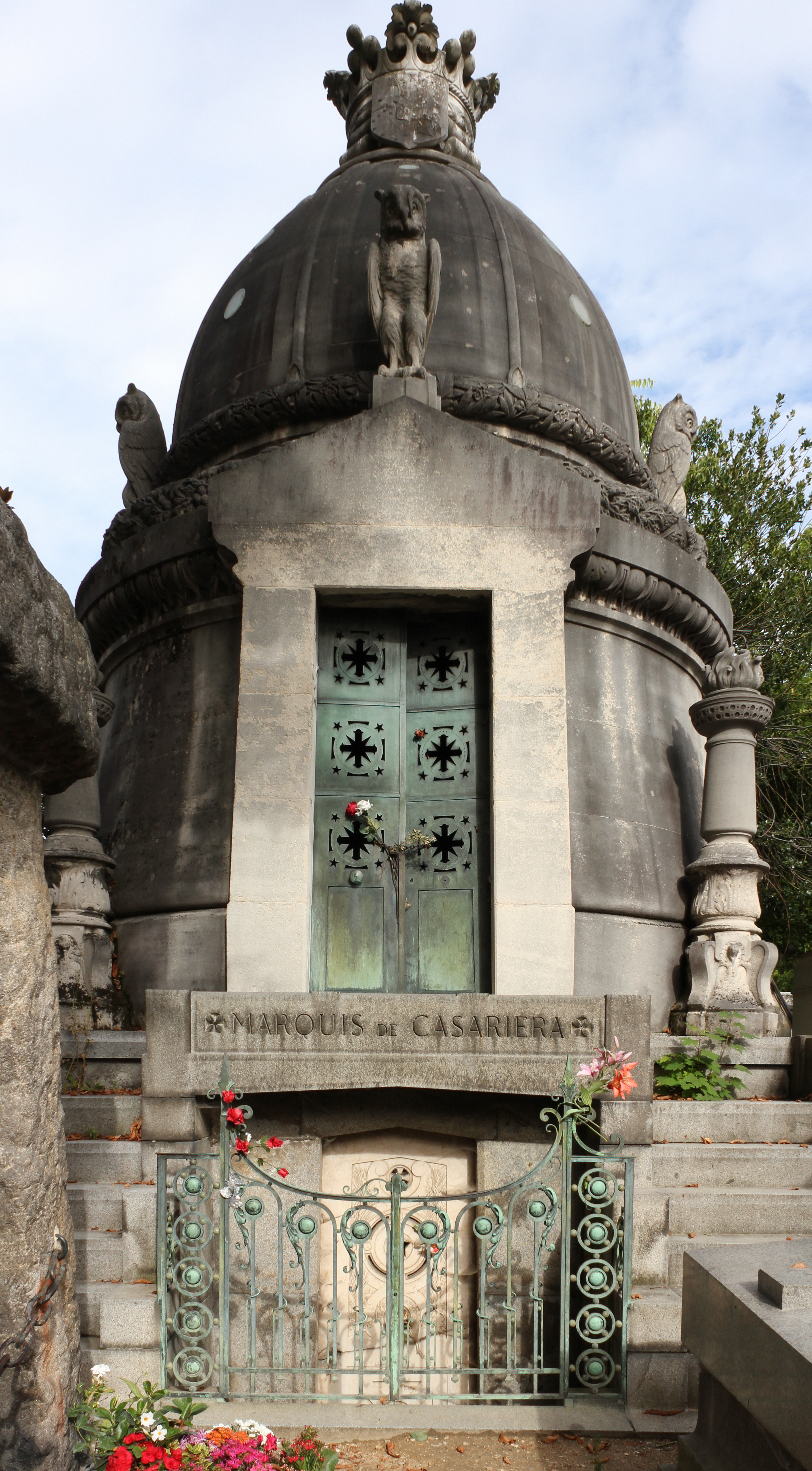
Tumba del marqués de Casa Riera, cementerio del Père Lachaise, París.

- Tomás Felipe Riera y Rosés (1790-1881), I marqués de Casa Riera[3]. Socio de la Real Compañía Asturiana de Minas. Senador vitalicio (1845).[4] Adquirió en 1836 un palacio en Madrid.

1. Casó con Raimunda Gibert y Abril.[5] Sin descendientes. Le sucedió, de su hermana Rosa Riera y Rosés que había casado con Vicente de Mora y Boet, el hijo de ambos, por tanto su sobrino materno:

- Alejandro de Mora y Riera (n. en 1823),[6] [7]II marqués de Casa Riera. Habitaba un palacio en París ( fr:Rue de Berri, 29) y heredó otro en Madrid (calle de Alcalá, 44), ambos desaparecidos.

1. Casó con María de las Mercedes de Narváez y Coello de Portugal. Sin descendientes. Le sucedió, de su hermano Gonzalo de Mora y Riera que había casado con María de la Concepción Fernández y del Olmo (1854-1930), I contessa Mora (título pontificio del Papa León XIII de data desconocida de 1894), I condesa de Mora (autorizado en España en data desconocida de 1894), el hijo de ambos, por tanto su sobrino paterno:

- Alejandro de Mora y Fernández del Olmo (f. en 1954), III marqués de Casa Riera. Sin descendientes. Le sucedió su hermano:

- Gonzalo de Mora y Fernández del Olmo (1887-1957), IV marqués de Casa Riera, II conte Mora, II conde de Mora (autorizado en España en data desconocida de 1935).

1. Casó con Blanca de Aragón y Carrillo de Albornoz, hija de Blanca Carrillo de Albornoz y Elío, VI marquesa de Casa Torres, XVII vizcondesa de Baiguer, y de su esposo Cesáreo de Aragón y Barroeta-Aldamar.
2. Padre de Jaime y Fabiola de Mora y Aragón.
3. Le sucedió su hijo:

- Gonzalo de Mora y Aragón (1919-2006), V marqués de Casa Riera, III conte Mora,  III conde de Mora (autorizado en España en data desconocida de 1966).

1. Casó con María de las Mercedes de Narváez y Coello de Portugal. Le sucedió su hija por la reforma de sucesión del año 2006:

- María de las Mercedes de Mora y Narváez (1950-2025), VI marquesa de Casa Riera.

1. Casó con Carlos María Texidor y Nachón.

## Nota
El título pontificio de "conte Mora", otorgado en 1894 por S.S. León XIII y autorizado su uso en España ese mismo año como "conde de Mora", es independiente y sin ninguna relación con el título español de conde de Mora creado el 8 de febrero  de 1613 por el rey Felipe III de España a favor de Francisco de Rojas y Guevara.